# الجدول الزمني لمتحور سارس كوف 2 أوميكرون

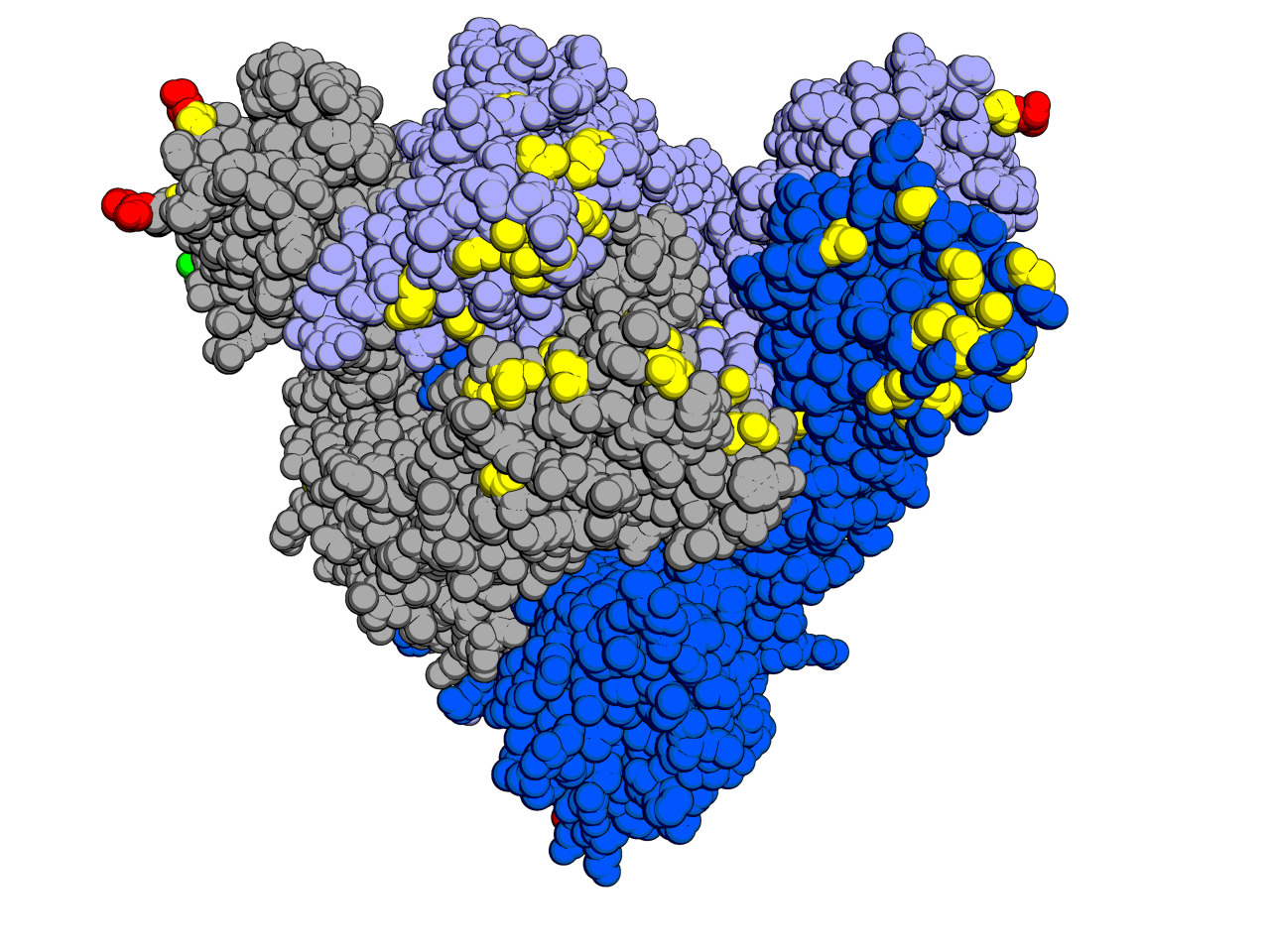
تؤدي الطفرات الواسعة النطاق لبروتينات السنبلة إلى ظهور متغير أوميكرون. بيانات الطفرة من منظمة الصحة العالمية

اكتُشف متحور كوفيد 19 المُسمى أوميكرون حديثًا في جنوب إفريقيا. يحتوي هذا المتحور على عدد من الطفرات في منطقة الجين الشوكي. أكدت دول أخرى وجود إصابات بالمتحور. فيما يلي الجدول الزمني لمتحور سارس كوف 2 أوميكرون. انتبه إلى أن القائمة تتغير بسرعة وأن بعض الأحداث لا يمكن فهمها بالكامل إلا بعد مضي بعض الوقت.

## نوفمبر 2021

### 4 نوفمبر
بدأ علماء في جنوب إفريقيا اكتشاف عينات فشلت فيها فحوص بي سي آر في كشف الجين الشوكي (وهو ما يحدث في عدد من المتحورات ليس المتحور دلتا واحدًا منها، وكان المتحور دلتا مسيطرًا في البلد في أكتوبر)، فتنبهوا إلى حدوث تغير وبائي.

### 8 نوفمبر
أخذت العينة الأولى التي كَشفت ما ستسميه منظمة الصحة العالمية لاحقًا متحور أوميكرون في جنوب إفريقيا.

### 9 نوفمبر
أُخذت عينات أخرى تحوي متحور أوميكرون في بوتسوانا من قبل علماء من جنوب إفريقيا برعاية شبكة الرصد الجينومي في جنوب إفريقيا.

### 14-23 نوفمبر
أكثر من 70% من العينات التي فُحص التسلسل الجيني فيها المأخوذة من مقاطعة خاوتينغ تحوي المتحور أوميكرون، ما يعني أن المتحور أصبح مسيطرًا في المقاطعة.

### 24 نوفمبر
قدمت جنوب إفريقيا تقريرها الأول عن المتحور B.1.1.529 (وهي التسمية العلمية) إلى منظمة الصحة العالمية، بناءً على العينات التي جُمعت من 14إلى 16 نوفمبر.

### 25 نوفمبر
حاز المتحور الجديد على الاهتمام العام بعد مؤتمر صحفي افتراضي دعت إليه وزارة الصحة في جنوب إفريقيا، وأشار طبيب الأمراض المُعدية في جامعة كوازولو-ناتال ريتشارد ليسل، إلى أن «هناك الكثير من الأشياء التي لا نعرفها عن هذا المتحور... يثير مظهر الطفرات القلق، ولكن علينا الآن العمل لنفهم أهمية هذا المتحور وتأثيره على الاستجابة للجائحة». قال الأستاذ في علم الفيروسات في جامعة ويتواترسراند بيني مور متحدثًا عن سرعة إجراء الدراسات المتعلقة بالمتحور الجديد «نحن نطير بسرعة قصوى» توجد في هذه المرحلة 87 حالة في 5 دول وما يقدر بنحو 990 حالة محتملة، ويوجد العدد الأكبر من الحالات المؤكدة في جنوب إفريقيا، ويبلغ 77.

### 26 نوفمبر
في اجتماع طارئ في جنيف، سويسرا، عينت مجموعة المشورة التقنية لتقييم تطور فيروس سارس كوف 2 تسلسل بانغو B.1.1.529 باعتباره متحورًا مثيرًا للقلق وأعطته التسمية أوميكرون (متجاوزةً نو وساي، وهما الحرفان التاليان لدلتا في الأبجدية اليونانية). في هذه المرحلة، سُجلت 96 حالة مؤكدة في العالم في جنوب إفريقيا وبوتسوانا وإنكلترا وهونغ كونغ وإيطاليا وإسرائيل وبلجيكا وحالتان محتملتان في ألمانيا وواحدة في جمهورية التشيك.

### 27 نوفمبر
أعلن عن أول حالتين في المملكة المتحدة. أُعلن أيضًا عبر تويتر عن إضافة مالاوي وموزمبيق وزامبيا وأنغولا إلى القائمة الحمراء للسفر في المملكة المتحدة في يوم الأحد 4:00 صباحًا بتوقيت غرينتش بعد إجراء التسلسل الجيني خلال الليلة السابقة وبذلك تنضم هذه الدول إلى جنوب إفريقيا وبوتسوانا وليسوتو وإسواتيني وزيمبابوي ونامبيا. وأضافت سويسرا المملكة المتحدة إلى قائمة الدول «المعرضة للخطر» إلى جانب دول أخرى ظهرت فيها الحالات.

### 28 نوفمبر
كُشف عن إصابة عائدين دنماركيين من جنوب إفريقيا، وكُشف عن إصابة عائدين من نيجيريا في أوتاوا، كندا. سُجلت حالة ثالثة في المملكة المتحدة، ولكن المصاب القادم من جنوب إفريقيا غادر البلاد، ما أثار مستوىً عاليًا من تتبع الاتصال. منعت إسرائيل دخول الأجانب ووضعت 50 دولة إفريقية على القائمة الحمراء للسفر. أغلقت المغرب حدودها أسبوعين. وُجدت 13 حالة إصابة بالمتحور أوميكرون من أصل 61 إصابة بكوفيد 19 على متن الرحلة كي إل 592، لشركة الطيران كي إل إم، القادمة من جنوب إفريقيا إلى هولندا؛ كان المسافرون البالغ عددهم قرابة 600 في خضم الرحلة عندما فُرض الحظر الأوروبي.